# Detroit Rock City (film)
Detroit Rock City (název snímku pochází od stejnojmenné písně Detroit Rock City) je americká komedie z roku 1999, která pojednává o cestě čtyř kamarádů na rockový koncert skupiny Kiss v Detroitu. Film se natáčel v Kanadě v Torontu a na dalších místech provincie Ontario, Hamiltonu. Skupina Kiss pro natáčení filmu odehrála jeden z koncertů na speciálně postaveném podiu jako v 70. letech, s pouze 8000 fanoušky v publiku. Navíc většina předmětů ve filmu týkajících se skupiny Kiss pochází z osobní sbírky baskytaristy Gena Simmonse. Další zajímavostí jsou dvě dívčí postavy které jsou ve filmu pojmenovány Beth a Christine, podle písní skupiny Kiss ("Beth" a "Christine Sixteen").

## Děj
V příběhu o dospívání, se čtyři američtí středoškoláci snaží za každou cenu sehnat lístky na koncert své oblíbené skupiny Kiss. V průběhu jedné neobyčejné noci každý z nich prožije trýznivé i veselé momenty, jak je jejich urputná touha vidět své favority, staví proti autoritám, rodičům a neodbytnému vlivu disko hudby. Co začne jako nadšená honba za fantastickým rockovým zážitkem, se mění v sérii zašmodrchaných a komických nehod, s jediným hlavním cílem - získat možnost svobodně si splnit svůj sen.(oficiální text distributora) 

## Obsazení
| Edward Furlong   | Hawk         |
| James DeBello    | Trip Verudie |
| Giuseppe Andrews | Lex          |
| Shannon Tweed    | Amanda Finch |